# Yildiz Tüzün

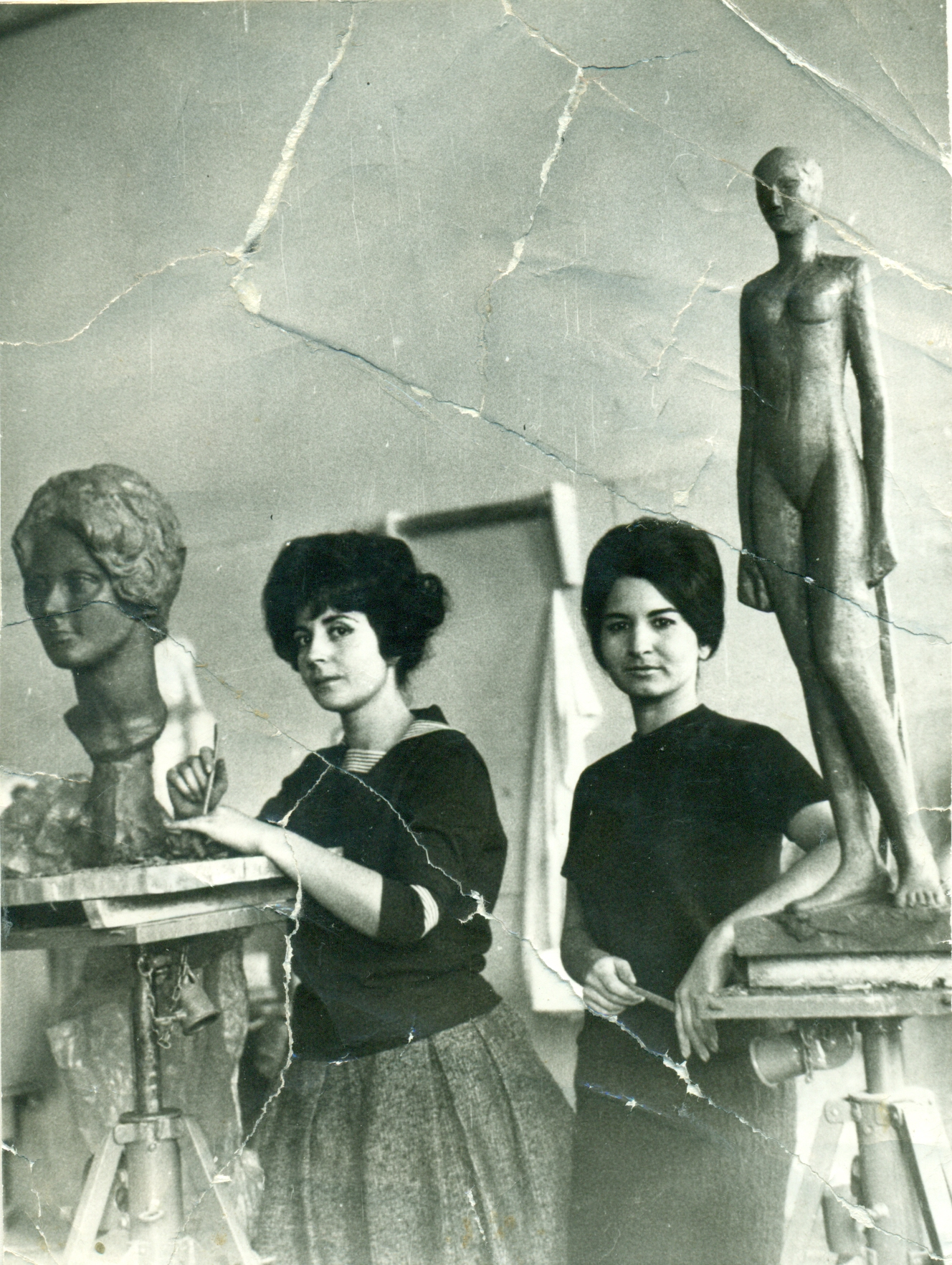
Yildiz Tüzün (rechts), Bildhauerklasse, Akademie der Schönen Künste, Istanbul, 1962

Yildiz Tüzün (türkisch Yıldız Tüzün; * 14. Juni 1932 in Silifke, Türkei; † 24. August 2021 in Kornwestheim) war eine deutsch-türkische Bildhauerin und Objektkünstlerin und die ältere Schwester des türkischen Bildhauers Ernur Tüzün (1938–1986).
Yildiz Tüzün, die sich zwischen 1961 und 1975 hauptsächlich Büsten und Skulpturen und nach 1975 Metallobjekten widmete, beschäftigte sich nach 1990 zunehmend kritisch mit der Wegwerfgesellschaft und arbeitete an Installationen und Objekten mit Recycling-Materialien. Hierbei verwendete sie in ihren Arbeiten neben Kunststoff-Verpackungen in erster Linie gebrauchte Kaffeefilter, in Wachs getaucht und übereinander gelegt oder zu Kegeln und Pyramiden geformt, die neue ästhetische Möglichkeiten entfalteten und zu ihrem „Erkennungsmerkmal“ wurden und u. a. bei den (Gruppen-)Jahresausstellungen des Künstlerbundes Baden-Württemberg 1996 und 1997 ausgestellt wurden.
Zu Tüzüns spektakulärsten Arbeiten zählt eine Hochhaus-Skyline aus übereinander gestapelten (Überraschungs-)Eierkartons, hergestellt aus bläulich schimmerndem, transparentem Kunststoff. Sie wird von reinem Weiß bis zu bedrohlichem Rot beleuchtet und erinnert an die Katastrophe des 11. September 2001. Das Hegel-Zitat „Das Wahre ist das Ganze“ an den Glitzertürmen fordert zum verantwortungsvollen und ganzheitlichen Umgang der Menschen miteinander und mit ihrer Umwelt auf. Diese Installation wurde in der Ausstellung in der Galerie Fruchthalle, Rastatt, 19. März–5. Mai 2002: Sandra Eades, Vera von Reitzenstein, Yildiz Tüzün, Marisa Vola, ausgestellt.
In den Jahren 1992 und 1995 war Yildiz Tüzün gemeinsam mit ihrem Sohn Avsar Kayi maßgeblich an der Konzeption und Umsetzung zweier internationaler Bildhauersymposien in der Türkei (Istanbul 1992 und Bursa 1995) beteiligt, deren geistige Initiatorin sie war und an denen sie auch teilnahm.

## Leben
Yildiz Tüzün wuchs in eine osmanische/türkische Bürokratenfamilie hinein, ihr Vater Ahmet Cemal Tüzün (1908–1977) war in den 1930ern ein Verwaltungsinspektor in Silifke, einem wichtigen Verwaltungszentrum in der Südtürkei. „In der Familie herrschte eine weite Atmosphäre, ihren Vater beschreibt Tüzün als einen „sehr wachen Mann“. In seiner freien Zeit schrieb er Artikel für Zeitungen, und oft waren im Hause Journalisten zu Gast, deren großangelegte Diskussionen zu Fragen des Tages wie des Lebens Yildiz fasziniert verfolgte.“ Ihre Mutter Emine Tüzün (1906–1990), geb. Gölgelioğlu, gehörte der osmanischen Dynastie (Türkisch: hanedan) der Gölgelioğulları in Silifke an

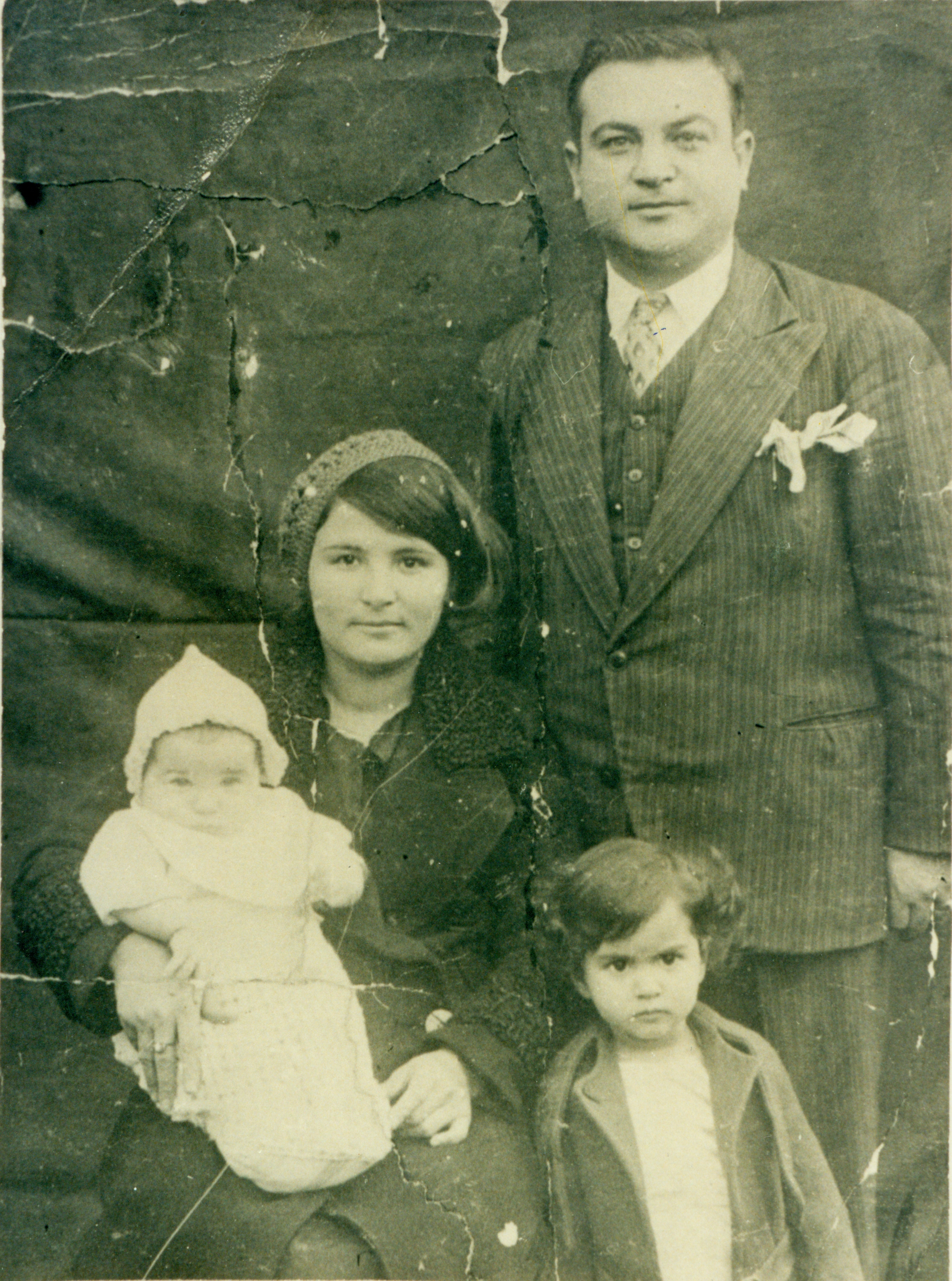
Yildiz Tüzün als Vierjährige mit ihrer Mutter Emine (sitzend) und ihrem Vater Cemal Tüzün (stehend), 1936, in Silifke, Türkei.

Ihre künstlerische Ausbildung erhielt Yildiz Tüzün von 1958 bis 1964 an der Staatlichen „Akademie der Schönen Künste Istanbul“ (İstanbul Devlet Güzel Sanatlar Akademisi, heute Mimar Sinan Üniversitesi) u. a. bei Hüseyin Gezer (1920–2013), einem Schüler des in die Türkei emigrierten Rudolf Belling (1886–1972), welcher mit Unterbrechungen bis 1965 in der Türkei lehrte. „Yildiz Tüzün wird unvergesslich bleiben, wie der große Mann [Belling] über den Entwürfen der Studentin am Boden hockte. Ihre erste Arbeit damals war ein sehr aufrecht stehendes Mädchen, eine fast anderthalb Meter hohe Figuration, in der die archaische Formensprache des Orients und eine okzidentale Aufwärtshaltung von fast Lehmbruckscher Sehnsucht zusammenkamen.“
Im Jahre 1964 heiratete Yildiz Tüzün den Architekten Sevin Kayi (* 1936) und nahm den Nachnamen Kayi an, den sie nach ihrer Scheidung im Jahre 1986 wieder ablegte (in einigen Quellen wird ihr Name als „Yıldız Kayı Tüzün“ und zeitweise auch als „Yıldız Kayı“ angegeben). Ihre spätere Wahlheimat Stuttgart sollte eigentlich nur ein Aufenthalt auf einer ausgiebigen Europareise 1965 sein, die sie mit ihrem Mann unternehmen wollte. Es wurde eine Lebensstation daraus – mit dem Studium bei Rudolf Daudert (1903–1988) an der Staatlichen Akademie der Bildenden Künste Stuttgart, mit der Geburt ihrer Söhne Kerem Kayi (* 1966) und Avsar Kayi (* 1967) und mit Trennung von ihrem Mann und Neubeginn. Nach einer fünfjährigen Zäsur in ihrer künstlerischen Ausbildung und Tätigkeit, nahm sie von 1970 bis 1973 ihr Studium der Bildenden Künste bei Herbert Baumann (1927–1990) an der Staatlichen Akademie der Bildenden Künste Stuttgart wieder auf. Neben ihren Lehraufträgen als Kunsterzieherin und Zeichenlehrerin am Privaten Mädchengymnasium St. Agnes Stuttgart (von 1974 bis 1980) und an der Stuttgarter Volkshochschule (von 1990 bis 2015), wo sie abends bis ins hohe Alter Aktzeichnenkurse erteilte, lag ihr Lebensschwerpunkt in Stuttgart.
Yildiz Tüzün verstarb im August 2021 im Alter von 89 Jahren in Kornwestheim. Zu ihren Geschwistern zählen neben dem bereits 1986 verstorbenen jüngeren Bruder und Bildhauer Ernur Tüzün (1938–1986), die zwei jüngeren Schwestern Piraye Aparı (* 1934) und Yurdanur Başarı (* 1936), die in Istanbul leben.
Yildiz Tüzüns politisches Credo lautete ungebrochen: „Mein Ziel ist die Internationalität. Ich bin als Türkin ein internationaler Mensch“.
Yildiz Tüzün war Mitglied im Künstlerbund Baden-Württemberg, von 2002 bis 2021.

## Auszeichnungen und Preise
- 1961: 1. Akademiepreis der Staatlichen Akademie der Schönen Künste, Istanbul, für die in Mersin aufgestellte Atatürk-Büste[13]

- 1962: 1. Preis im Wettbewerb der Staatlichen Akademie der Schönen Künste Istanbul für die Büste von Turhan Emeksiz, aufgestellt im Turhan-Emeksiz-Park (Turhan Emeksiz Parkı) in Adana 1962[14]

- 1963: 1. Preis im Wettbewerb der Staatlichen Akademie der Schönen Künste Istanbul für die Büste von Ali Ihsan Kalmaz (in Malatya aufgestellt?)[15]

- 1964: 2. Staatlicher Kunstpreis im Wettbewerb der vom Ministerium für Nationale Bildung („Millî Eğitim Bakanlığı“), Ankara, ausgerichteten „25. Staatlichen Ausstellung für Malerei und Bildhauerei“, für die Skulptur „Sitzende Frau“ („Oturan Kadın“)[16]
- 1996: Publikumspreis Ulmer Museum, Ulm[17]

## Symposien

### Deutsch-Türkisches Bildhauersymposium, Museum für Bildende Kunst, Istanbul (Türkei), 1992

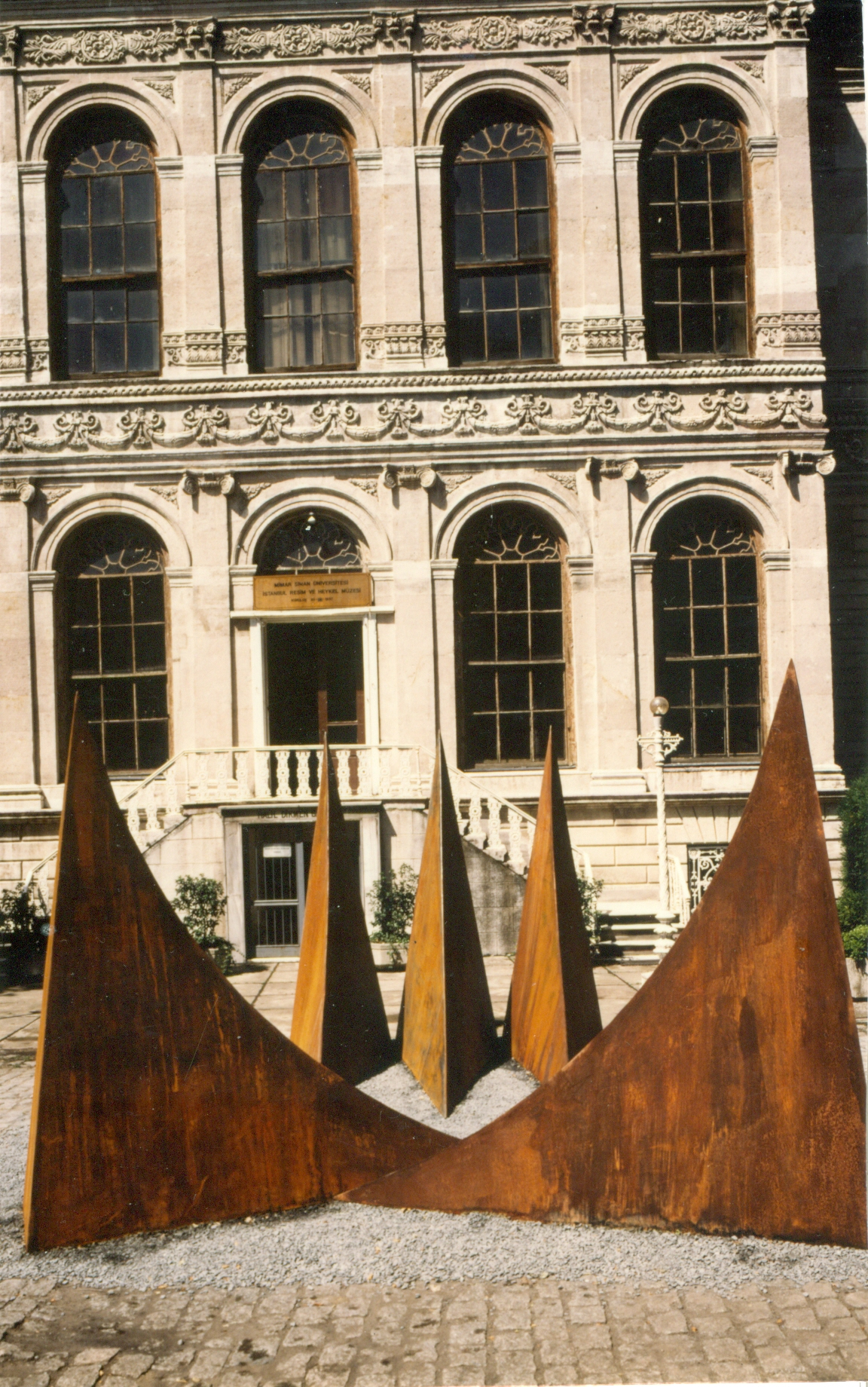
Platzskulptur „Kimsenin Olmayanlar“ von Yildiz Tüzün vor dem Museum für Bildende Kunst in Dolmabahçe, Istanbul, 1992

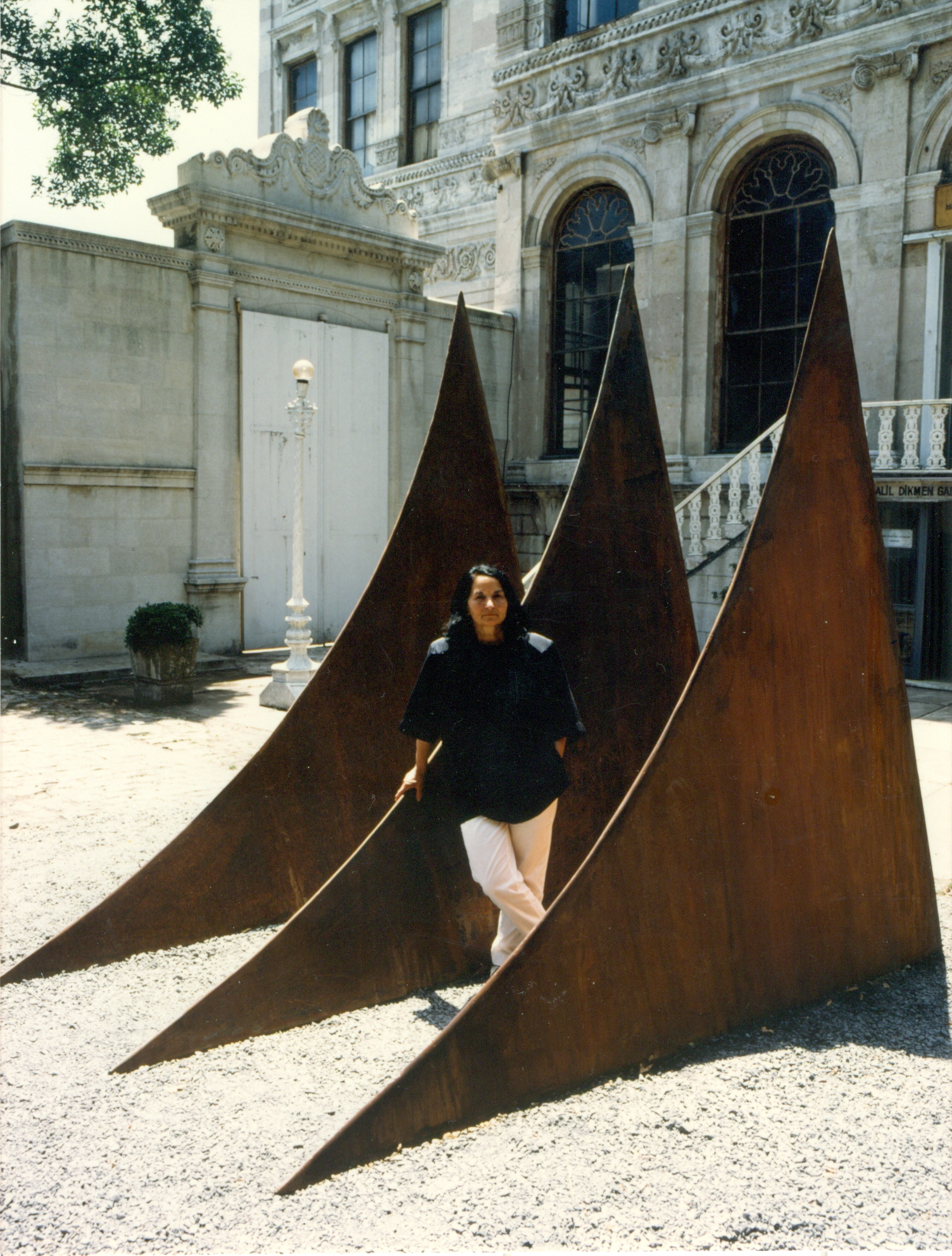
Yildiz Tüzün und ihre Platzskulptur „Kimsenin Olmayanlar“, Juli 1992

Der türkische Titel des Deutsch-Türkischen Bildhauersymposiums lautete "Resim Heykel Müzesi/İstanbul Belediyesi: İstanbul Heykeltraşlar Sempozyumu (İstanbul)", 1–30 Juni, 1992, und erstreckte sich über vier Wochen. Im Anschluss an die vier Wochen wurden die Werke der teilnehmenden Künstler im Garten und dem Vorplatz des Museums für Bildende Kunst (İstanbul Resim ve Heykel Müzesi), Istanbul, aufgestellt. Istanbuler Kunstinteressierte und internationale Gäste, die sich im Rahmen des Eurodialoque in Istanbul aufhielten, wurden zur Ausstellungseröffnung am 6. Juli 1992 im Vorgarten des Museums eingeladen, und die Kunstwerke der Symposiumsteilnehmer der Öffentlichkeit feierlich präsentiert. Am Symposium nahmen teil: Erim Bayrı (Türkei), Klaus Duschat (Deutschland), Klaus H. Hartmann (Deutschland), Armin Lambert (Deutschland) und Yildiz Tüzün (Deutschland/Türkei).

Trotz des großen öffentlichen Interesses am Symposium und trotz der Unterstützung des damaligen Istanbuler Oberbürgermeisters Nurettin Sözen, ist zu dem Symposium kein Katalog entstanden.
Zu dem Kunstwerk von Yildiz Tüzün „Kimsenin Olmayanlar“ [= Die niemandem Gehörenden] (1992) schrieb die Kunstkritikerin Sybille Maus:

„… als 1992 zum Deutsch-Türkischen Bildhauersymposium ihre „Fünf Erdteile“ vor dem Kunstmuseum in Istanbul aufgestellt wurden: Fünf gleiche Elemente, die einen halbkugelförmigen Hohlraum umschließen und deren leicht schräg nach oben zusammenlaufende Spitzen auf einen gemeinsamen Berührungspunkt verweisen. Ein „gedachter Punkt“, den die Künstlerin als Fokus für Ideen oder Sehnsüchte sieht. Als Realistin kann sie angesichts des Realzustands der Welt ihren „Wunsch nach Vollkommen-heit“ nicht unterdrücken. Wie einst die Architekten Idealstädte erdenkt sie Skulpturen des Absoluten, die von einem mit sich selbst in Harmonie gekommenen Kosmos künden könnten.“

### Internationales Symposium für Bildende Künste, Uludağ Universität, Bursa (Türkei), 1995
An dem etwa vier Wochen dauernden Internationalen Bildhauersymposium, das trotz seiner Prominenz und Vorreiterrolle für weitere Symposien in der Türkei nur lokal Beachtung fand und für das damals kaum Werbung betrieben wurde, nahmen Richard Jackson (USA), Les Levine (Kanada), Yutaka Matsuzawa (Japan), Füsun Onur (Türkei), Patrick Raynaud (Frankreich), Michael Rodemer (USA), Günther Uecker (Deutschland), und Yildiz Tüzün teil.

### Yildiz Tüzün und ihreAgoraauf dem Campusgelände der Uludağ Universität, Bursa
In Bursa greift Tüzün mit ihrer Platzgestaltung „Agora“ den Gedanken des Symposiums selbst auf. Im Zentrum eines quadratischen Platzes, der von Marmorwegen in Form zweier Kreise und eines Kreuzes gleichmäßig gegliedert wird, laden drei kreisförmige Sitzgruppen zum Dialog, zur Auseinandersetzung ein. In den Marmor sind Zitate aus der Weltliteratur eingraviert, auch hier wieder der Hinweis auf das Verbindende von Kunst und Kultur. Hierzu schreibt Sybille Maus:
„Grundlage ist ein quadratischer Platz von 750 Quadratmeter Fläche! Im Zentrum des Projekts drei Sitzgruppen mit jeweils im Fünfeck einander zugeordneten Sitzelementen. Auf sie führen im rechten Winkelvier gerade Wege zu, die wiederum durch zwei runde Wege in Gestalt riesiger konzentrischer Kreise verbunden werden. Soviel zur Baubeschreibung. Aber wie immer bei Yildiz Tüzün handelt es sich um eine sprechende Architektur. Die Sitzgruppe im Zentrum zitiert die Agora, den antiken Marktplatz, ebenso wie das Symposion, den kulturellen und politischen Begegnungsort. Formal treffen christliches Dreieck und orientalisches Fünfeck zusammen. Die vier als großes Kreuz darauf zulaufenden marmornen Wege symbolisieren zugleich die vier Himmelsrichtungen. Darum sind den Passagen Zitate von Künstlern und Politikern verschiedener Kulturen, und zwar in der jeweiligen Originalsprache, eingraviert; von Goethe bis Martin Luther King, von Victor Hugo bis Yutaka Matsuzawa, oder Albert Schweitzer: ‚Der Mensch beherrscht die Natur, bevor er gelernt hat, sich selbst zu beherrschen‘. Doch auch solche von heutigen jungen Menschen darunter. Entsprechend erklärt die Künstlerin so bündig wie kategorisch: ‚Das Projekt ist vollständig, wenn Menschen auf dem Platz miteinbezogen sind‘.“
In dem erst fünf Jahre nach dem Symposium erschienenen, 42-seitigen Katalog in englischer und türkischer Sprache, findet die Landschaftsskulptur von Tüzün folgende Erwähnung:

“According to Yıldız Tüzün, the place on which we stand at any minute in time ist he centre of the world. In one of these centres the artist placed three concentric circles; from the innermost circle four paths stretch east, west, north and south respectively, and back again to the centre. In the innermost circle the artist placed three groups of five seats, each group forming a pentagon. For the artist this seating area symbolizes communication, while the four paths which go from and return to the same place symbolize cultural exchange.”

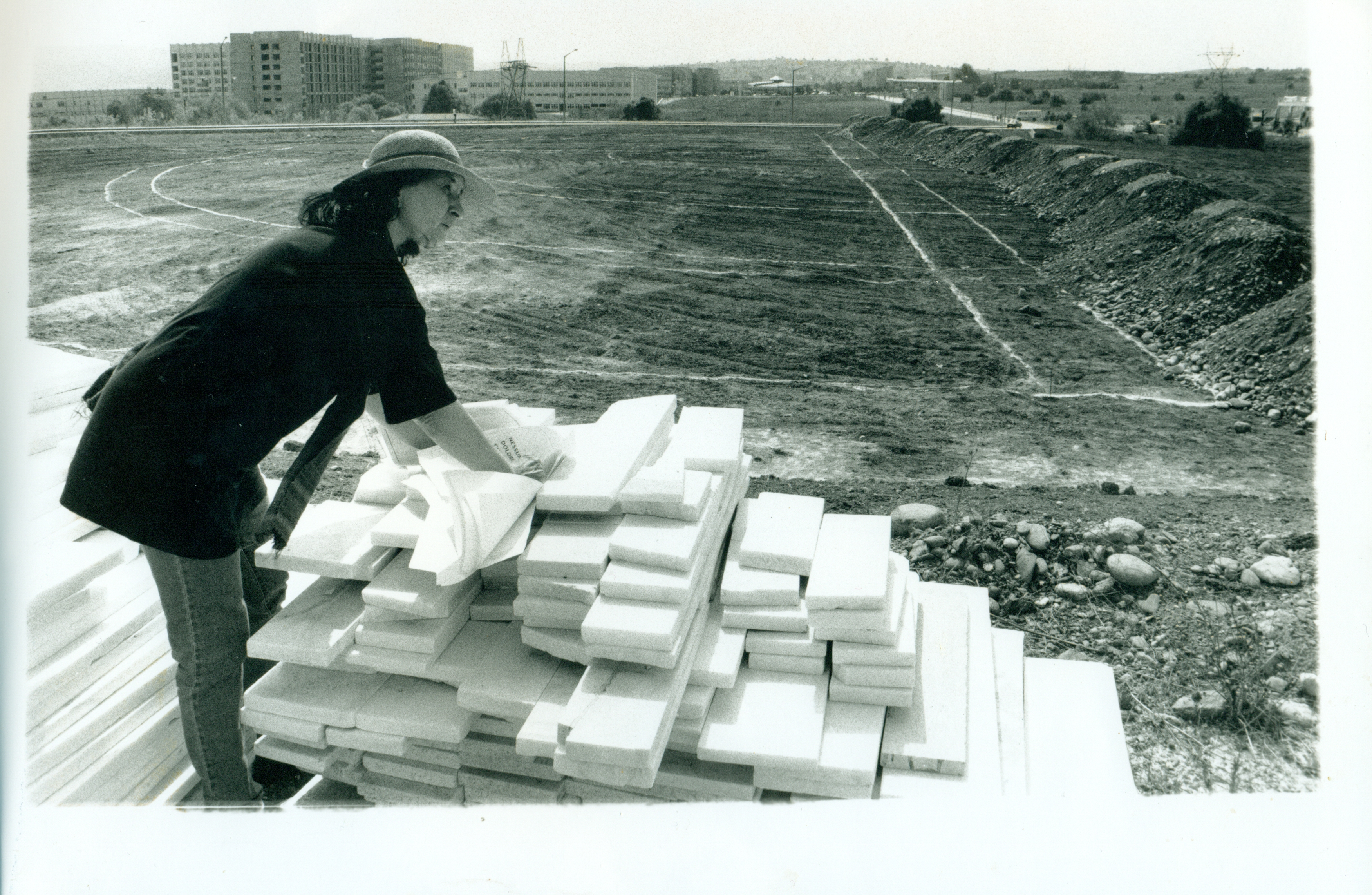
Yildiz Tüzün auf dem Campusgelände der Uludağ Universität Bursa und ihr Projekt Agora im September 1995

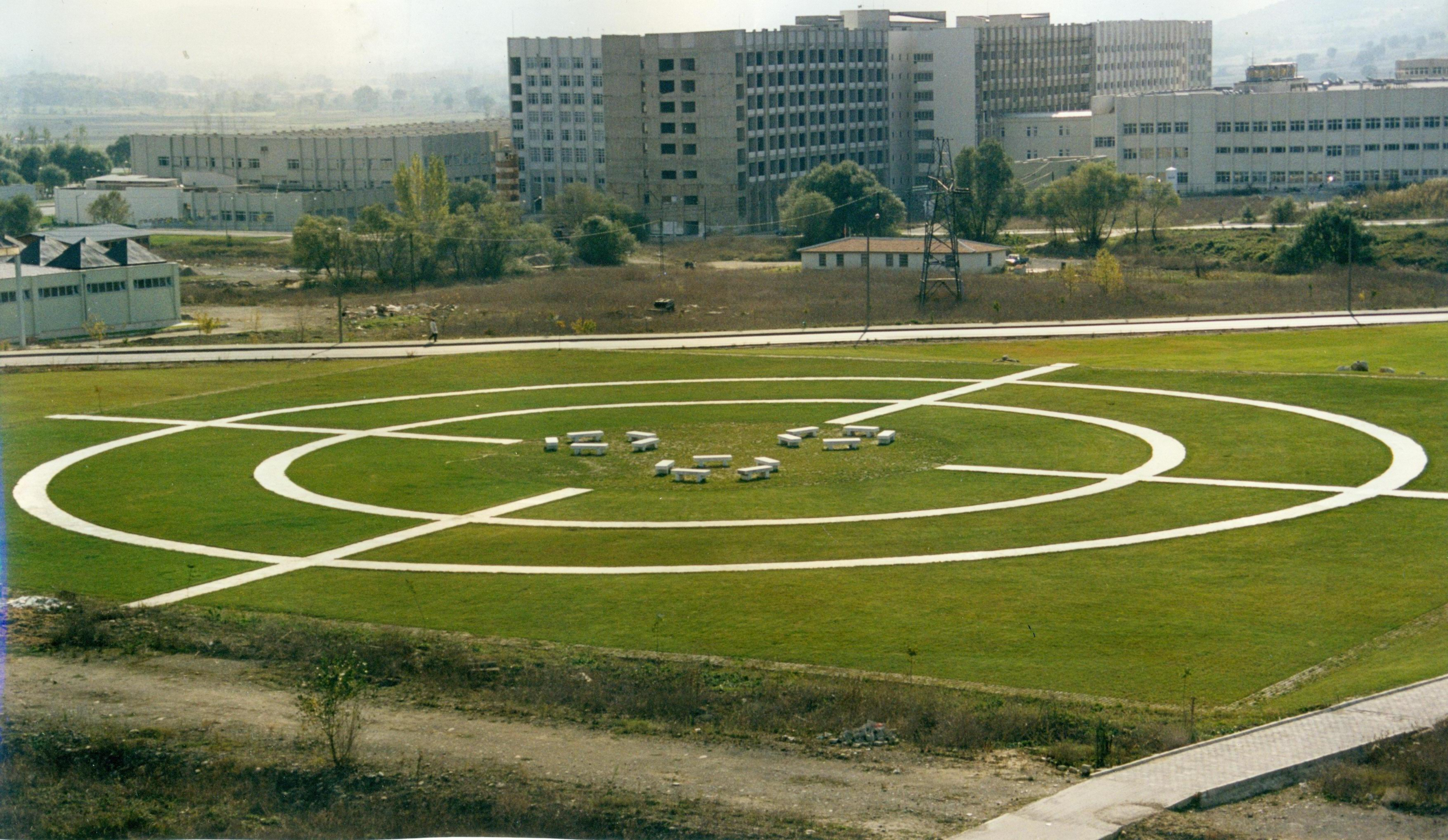
Agora von Yildiz Tüzün, 1996, Campus Uludağ Universität Bursa

## Ausstellungen (1962–2021)

### 1962–1972, 1987 (Ankara, Türkei)
- 1962 – 23. Staatliche Ausstellung für Malerei und Bildhauerei des Ministeriums für Nationale Bildung (= Türk.: Millî Eğitim Bakanlığı: 23. Devlet Resim ve Heykel Sergisi), Museum für Archäologie, Ankara, 30 Nisan–30 Mayıs 1962. [Gruppenausstellung] Ausgestelltes Werk: Figur mit Titel "Nü" [„Nackt“][24]
- 1964 – 25. Staatliche Ausstellung für Malerei und Bildhauerei des Ministeriums für Nationale Bildung (= Türk.: Millî Eğitim Bakanlığı: 25. Devlet Resim ve Heykel Sergisi), Ankara, 22. Mai–22. Juni 1964. [Gruppenausstellung] Ausgestellte Werke Nr. 330 und 331: Tors (Alçı Heykel) [= Torso (Gipsskulptur)] und Oturan Kadın (Alçı) [= Sitzende Frau (Gips)] Andernorts wird der „Düşünen insan“ für den 2. Preis angeführt.[25]
- 1965 – 26. Staatliche Ausstellung für Malerei und Bildhauerei des Ministeriums für Nationale Bildung (= Türk.: Millî Eğitim Bakanlığı: 26. Devlet Resim ve Heykel Sergisi), Ankara, 5. Mai–5. Juni 1965. [Gruppenausstellung] Ausgestellte Werke: Nr. 277 „Torso“ („Tors“), Nr. 278 „Figur“ („Figür“), Nr. „Skulptur“ („Heykel“)[26]
- 1968 – 29. Staatliche Ausstellung für Malerei und Bildhauerei des Ministeriums für Nationale Bildung (= Türk.: Millî Eğitim Bakanlığı: 29. Devlet Resim ve Heykel Sergisi), 1968. [Gruppenausstellung] Ausgestelltes Werk: „Torso“ („Tors“)[27]
- 1972 – 33. Staatliche Ausstellung für Malerei und Bildhauerei des Ministeriums für Nationale Bildung (= Türk.: Millî Eğitim Bakanlığı: 33. Devlet Resim ve Heykel Sergisi), Ankara 1972. [Gruppenausstellung] Ausgestelltes Kunstwerk: „Raumkonzept“ („Hacim Konsepsiyonu“), Material: Messing[28]
- 1987 – 48. Staatliche Ausstellung für Malerei und Bildhauerei des Ministeriums für Kultur- und Tourismus der Republik Türkei und der „Generaldirektion der Schönen Künste“ (= Türk.: T.C. Kültür ve Turizm Bakanlığı/Güzel Sanatlar Genel Müdürlüğü: 48. Devlet Resim ve Heykel Sergisi, 1987). [Gruppenausstellung] Ausgestelltes Kunstwerk: Die Frau und ihre Welt („Kadın ve Dünyası“), Material: Bronze[29]

### 1974–1976 (Stuttgart, Deutschland)
- 1974 – Galerie Umwelt, Stuttgart [Einzelausstellung]
- 1975 – Theaterhaus am Pragsattel, Stuttgart [Einzelausstellung]
- 1976 – Ausstellung der Karl-Duisburg-Gesellschaft (Stuttgart), 28. November–22. Dezember 1976. Christian Dierks (Bilder), Gabriele Penhaus (Malerei), Yildiz Kayi Tüzün (Skulpturen), Herbert Spät (Bilder), Gerhard Schäfer (Grafik)[30]

### 1983 (Paris, Frankreich)
- 1983 – Le Salon des Nations a Paris/Expositions ouvertes au Centre International d’Art Contemporain (Paris): Artistes Contemporains Allemands, Februar–März 1983. [Gruppenausstellung] Ausgestellte Skulpturen: Nos. 1–5: Des plastiques des paysage/sculpture[31]

### 1988–2015 (Baden-Württemberg)
- 1988 – Werkstattgalerie, Stuttgart: Yıldız Tüzün. Skulpturen 1973–1988, 10. Januar – 10. Februar 1988 [Einzelausstellung]
- 1992/93 – Gleichstellungsstelle der Landeshauptstadt Stuttgart im Tagblatt-Turm (Stuttgart): „Künstlerinnen im Turm: Skulpturen, Objekte und Materialbilder von Yildiz Tüzün“, 26. November 1992 – 21. Januar 1993 [Gruppenausstellung][32]
- 1994/95 – Kunst Gegenwärtig. 70 Jahre Verband bildender Künstler und Künstlerinnen Württemberg e. V., Galerie der Stadt Sindelfingen, Lütze-Museum, 27. November 1994–29. Januar 1995 [Gruppenausstellung] Ausgestelltes Kunstwerk: o. T., 1993, Metall, Kaffeefilter teilweise mit Textilfarbe gefärbt, 39 × 18 × 13 cm[33]

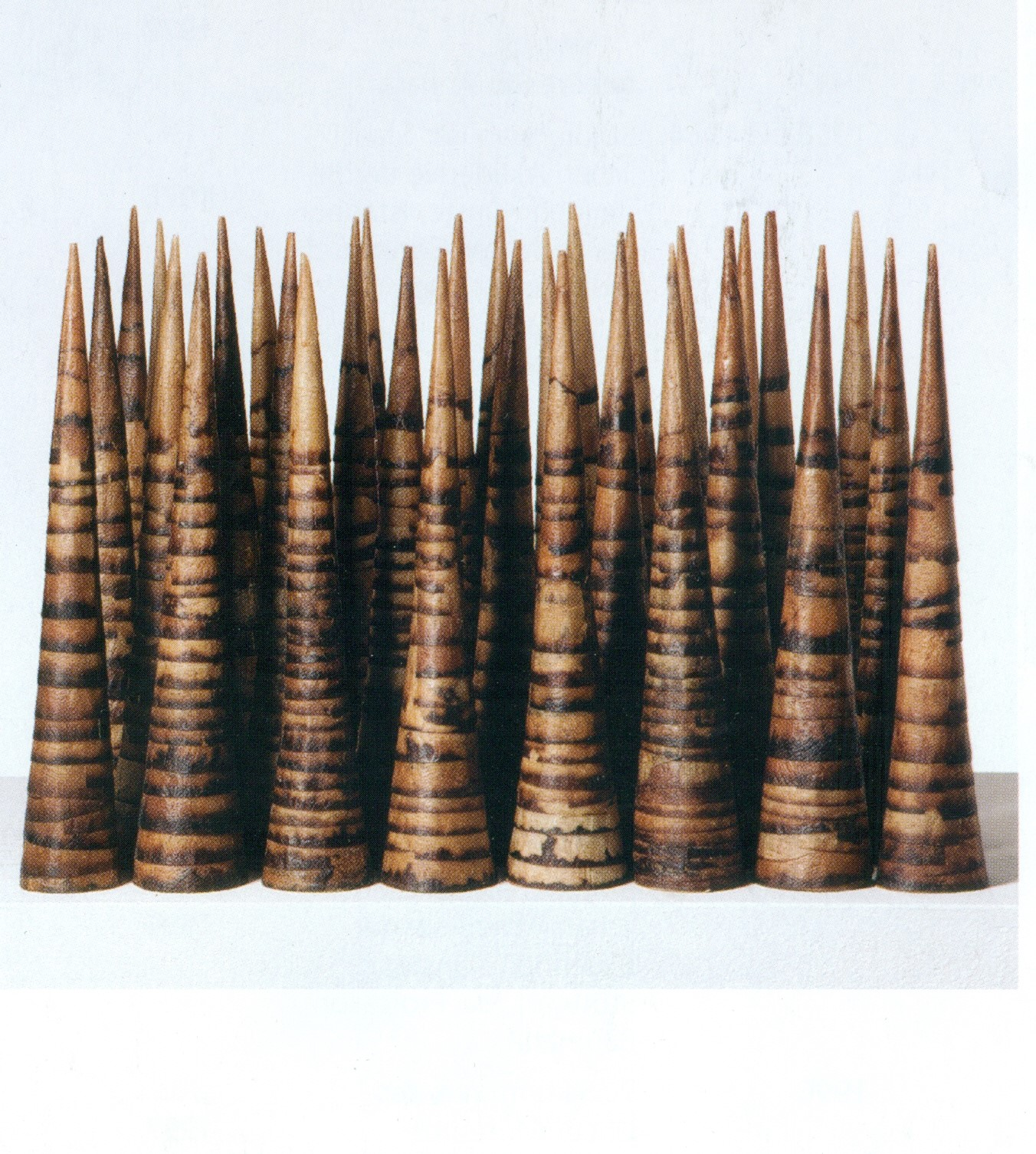
Ohne Titel, Filtertüten, Wachs, 1996

- 1996 – Das Kulturamt der Landeshauptstadt Stuttgart, Galerie unterm Turm (Stuttgart): Christiane Reinhardt – Malerei und Fotografie. Yildiz Tüzün – Objekte und Installationen, 14. März–19. April 1996 [Ausstellung mit Christiane Reinhardt][34]
- 1996 – Künstlerbund Baden-Württemberg e. V.: 42. Jahresausstellung, Ulmer Museum, 20. Oktober–1. Dezember 1996 [Gruppenausstellung][35]
- 1997 – Künstlerbund Baden-Württemberg e. V.: 43. Jahresausstellung, Reutlingen, 10. Oktober–23. November 1997 [Gruppenausstellung][36]
- 1997 – Atelierhaus in der Ameisenbergstr. 61 (Stuttgart): Tag der Offenen Tür in den Ateliers von H. D. Bohnet, H. P. Hauf, Y. Tüzün, 14. Dezember 1997 [Tagesausstellung mit Hans Dieter Bohnet, H. P. Hauf und Yildiz Tüzün]
- 2000 – Atelierhaus in der Ameisenbergstr. 61 (Stuttgart): Tag der Offenen Tür im Atelierhaus, Bohnet Tüzün Bohnet im Atelierhaus, 8. Oktober 2000 [Tagesausstellung mit Hans Dieter Bohnet und Nicole Bohnet]
- 2000/1 – Künstlerbund Baden-Württemberg e. V.: 46. Jahresausstellung des Künstlerbundes Baden-Württemberg e. V., Thema Schwarz/Weiss in der Villa Merkel, Esslingen, 3. Dezember 2000–7. Januar 2001 [Gruppenausstellung][37]

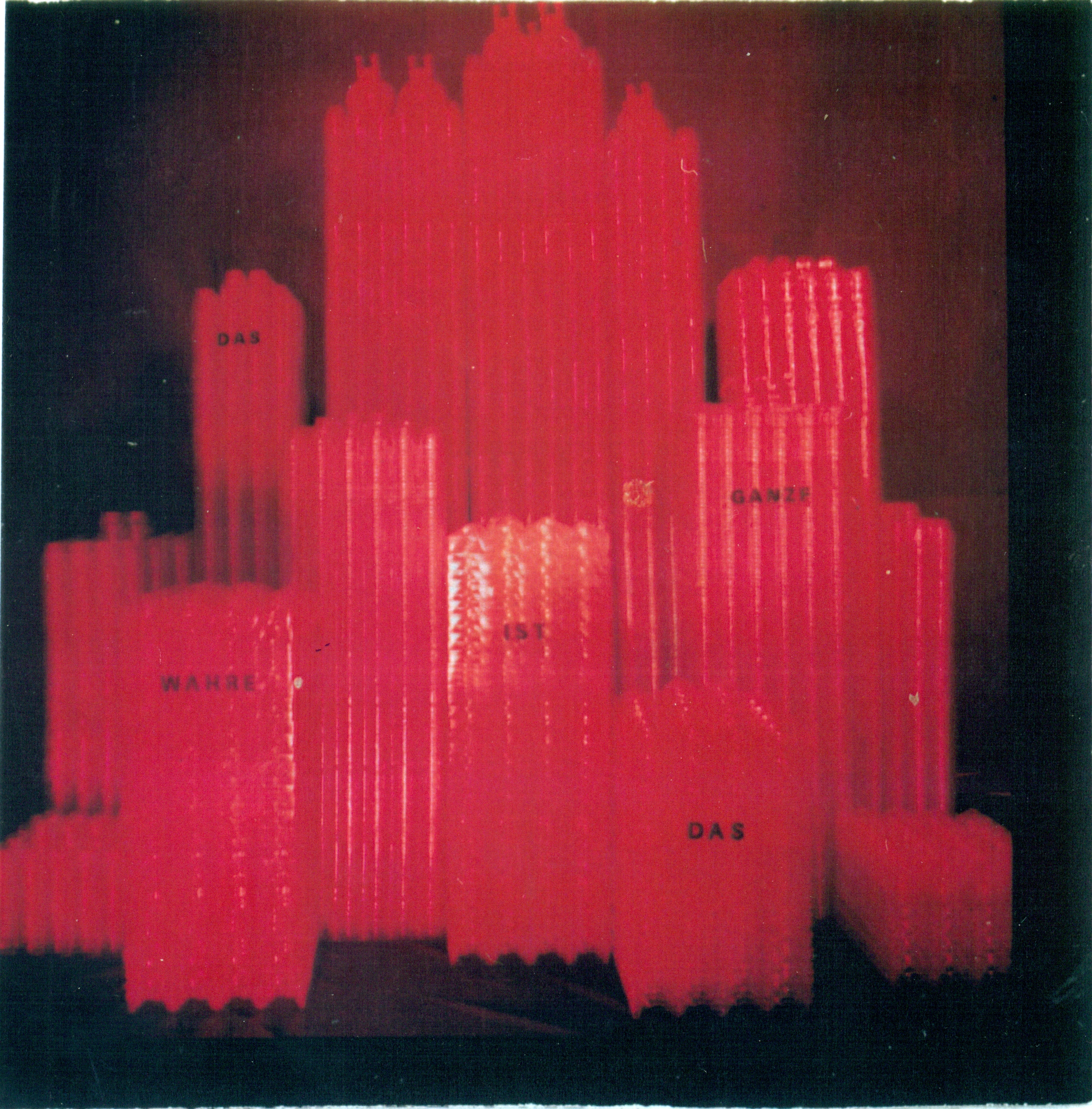
„Das Wahre ist das Ganze“ (G. W. F. Hegel), Verpackungsmaterial für Kinderüberraschungseier, 2002

- 2002 – Ausstellung in der Galerie Fruchthalle, Rastatt, 19. März–5. Mai 2002: Sandra Eades, Vera von Reitzenstein, Yildiz Tüzün, Marisa Vola [Gruppenausstellung]
- Ausgestellte Kunstwerke: [U. a.] Installation aus Verpackungsmaterial von Überraschungseiern mit Hegel-Zitat: ‚Das Wahre ist das Ganze’[38]
- 2002 – Kunst in der Galerie „Im Heppächer“, Esslingen: Gudrun Partyka und Yildiz Tüzün in der Esslinger Galerie im Heppächer, 9. Juni–20. Juli 2002 [Ausstellung mit Gudrun Partyka][39]
- 2002 – Brigitte March Galerie (Stuttgart)/Hegelhaus (Stuttgart): What About Hegel (And You)? Statements, 12. Juli–15. September 2002 (Organisiert von Brigitte Holbein-March, eine Veranstaltung der Reihe Temporary Contemporary in Zusammenarbeit mit dem Kulturamt der Stadt Stuttgart)[40]
- 2005 – Künstlerbund Baden-Württemberg e. V.: A bis Z. 50 Jahre Künstlerbund Baden-Württemberg, Städtische Galerie Karlsruhe, 20. Februar bis 3. April 2005 [Gruppenausstellung][41]
- 2006 – [VBKW] Galerie des Künstlertreffs (Stuttgart): Gruppenausstellung mit allen Ausstellern der Reihe 22 seit 1988, 22. November–15. Dezember 2006
- 2007 – Kunstbewegt Neckarsulm 2007 Künstlerbund Baden-Württemberg, 1. Juli–23. September 2007[42] Ausgestelltes Kunstwerk: Der Mensch beherrscht die Natur … 2007, Neonschrift, 150 × 150 × 2 cm[43]
- 2008 – Atelierhaus in der Ameisenbergstr. 61 (Stuttgart): Tag der Offenen Tür im Atelierhaus, Yildiz Tüzün, 22. Juni 2008 [Tagesausstellung]
- 2009 – Villa Merkel und Bahnwärterhaus Galerien, Esslingen: Durchaus Exemplarisch. Der Künstlerbund Baden-Württemberg in der Villa Merkel und im Bahnwärterhaus Galerien der Stadt Esslingen am Neckar, 10. Oktober–29. November 2009. Ausgestelltes Kunstwerk: Titel: o. T., Installation, 2002, Kunststoff und Licht, Text von G. F. Hegel „Das Wahre ist das Ganze“[44]
- 2012 – Kunstgebäude am Schlossplatz, Stuttgart: gestern-heute-morgen. Ausstellung und Kolloquium des Künstlerbundes Baden-Württemberg zum 60-jährigen Jubiläum des Landes Baden-Württemberg 2012, 17. Juni–22. Juli 2012. Ausgestelltes Kunstwerk: Titel: Bonbon, Kunststoff und künstliche Bonbons, 2010[45]
- 2014 – Symposium – Was Bleibt des Künstlerbundes Baden-Württemberg an der Staatlichen Hochschule für Gestaltung Karlsruhe am 25. Oktober 2014. Ausgestelltes Kunstwerk: T., 1992, Papier, Kaffee, Wachs, Maße variabel[46]
- 2015 – Städtische Galerie Karlsruhe: Alle! 60 Jahre Künstlerbund Baden-Württemberg in der Städtischen Galerie Karlsruhe, 12.04.–24. Mai 2015. Ausgestelltes Kunstwerk: o. T., 2008, Mischtechnik, 124 × 90 × 37 [47]

### 2020–2021 (Berlin, Deutschland)
- 2020 – Plug In – Der Künstlerbund Baden-Württemberg in der Vertretung des Landes Baden-Württemberg beim Bund, Berlin, 23. September–29. Oktober 2020. Ausgestelltes Kunstwerk in einer digitalen Videoinstallation des Künstlerbundes Baden-Württemberg, an der sich über 200 Mitglieder beteiligt haben[48]
- 2020/1 – „Shifting Patterns / Dönüşen Paternler (mit Arbeiten von Burçak Bingöl, Gülsün Karamustafa, Evrim Kaçar, Ekin Su Koç, Azade Köker, Yasemin Özcan und Yildiz Tüzün)“, Galerie Nord / Kunstverein Tiergarten (Berlin), 30. Oktober 2020–27. Februar 2021[49]

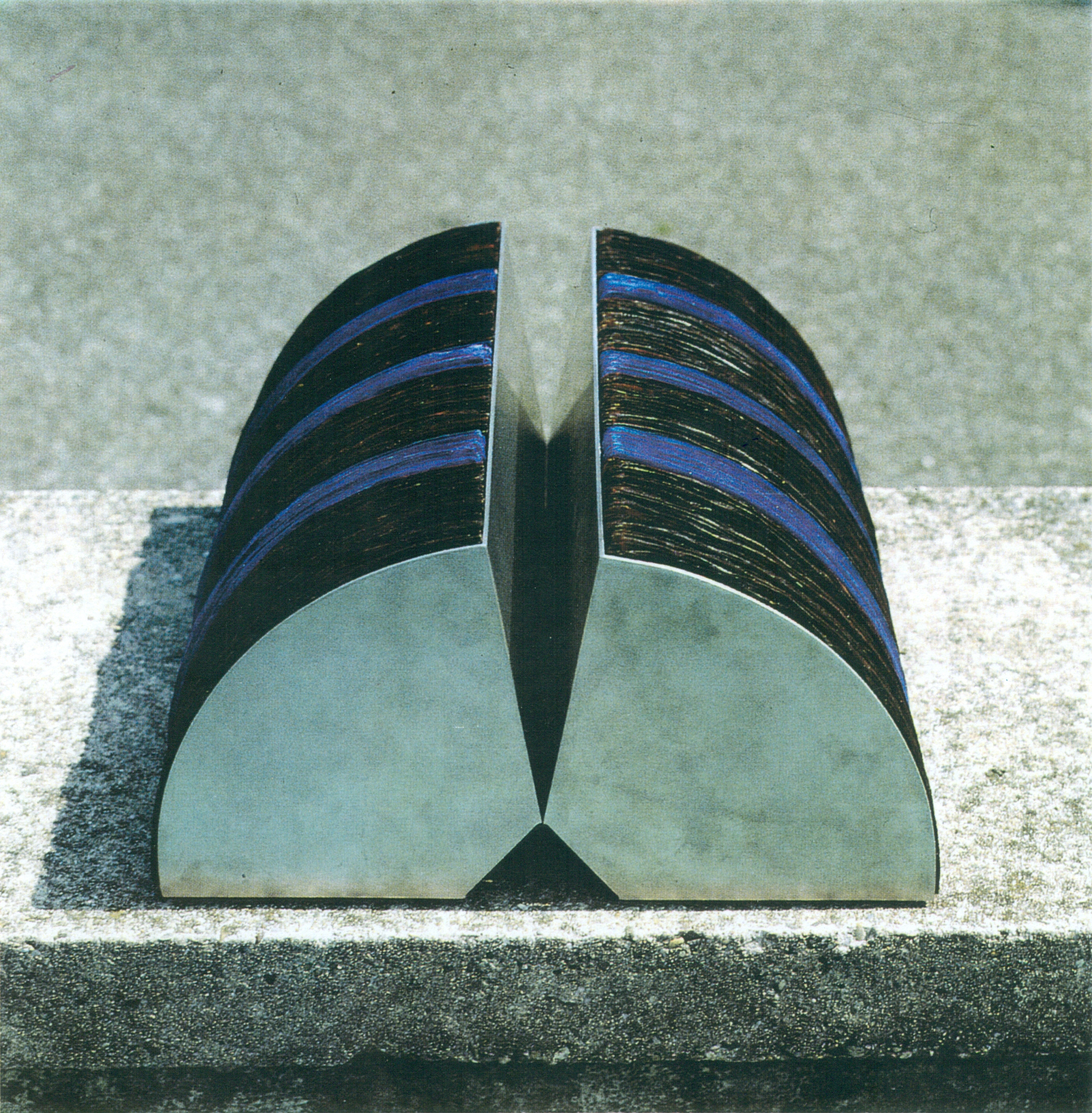